# Вишеградски мост
Вишеградският мост или мостът при Вишеград е сред най-значимите постройки в Босна от периода 15 - 19 век.
Мостът е уникално произведение на средновековната османска инженерна и архитектурна мисъл и изкуство, нетипични за Европа, но характерни за Балканите.
Намира се във Вишеград, Босна и Херцеговина, близо до границата със Сърбия, и е разположен над река Дрина. Дълъг е 180 м. (ширина на коловоза 6 м.), има 11 отвора, като е разположен на 9 каменни основи в реката с ширина 3,5 – 4 м и дължина 11,5 м.
Мостът е дело на Синан, и е изграден по инициатива на Мехмед паша - Соколлу, поради което е известен още и като Мостът на Мехмед паша Соколович.
Съграден в периода от 1571 до 1577 г. на местото на брод на река Дрина, откъдето е минавал главния път от Цариград за Босна. Поправян е в годините 1664, 1875, 1911, 1939-1940, като е оцелял в автентичния си вид до наши дни. От 2007 г. е в Списъка на световното културно и природно наследство на ЮНЕСКО.
Символизира връзката между етносите в Босна, също както Стари мост в Херцеговина.

## Мисли
| „ | От всичко, което човек в стремежа си към живот издига и строи, най-доброто и най-ценното в моите представи са мостовете. Те са по-значителни от къщите и по-свещени от храмовете, защото са по-достъпни. Принадлежащи на всички и към всеки еднакви, полезни, построени винаги обмислено, там където се кръстосват най-много човешки нужди, те са по-трайни от другите постройки и не служат за нищо, което е потайно и зло | “ |

Иво Андрич (Мостът на Дрина)